# Rigi (Schiff, 1992)
Das Fahrgastschiff Rigi wird von der Zugersee Schifffahrt auf dem Zugersee in der Zentralschweiz betrieben. Auf Kiel gelegt wurde das Schiff 1991 bei der Bodan Werft Metallbau GmbH & Co. KG mit Sitz in Kressbronn am Bodensee in Deutschland. Der Stapellauf fand 1991 statt. Am 20. April 1992 wurde die Rigi in Dienst gestellt. Anfang 2011 fand eine umfangreiche Modernisierung des Schiffes statt.

## Geschichte
1851 wurde für den Zugersee eine erste Dampfschifffahrts-Gesellschaft gegründet und ein Jahr später fuhr der erste Raddampfer, die Rigi, auf dem Zugersee. Im Jahre 1897 erfolgte die Gründung der Dampfschifffahrts-Gesellschaft für den Zugersee. Die Zugerland Verkehrsbetriebe ZVB übernahmen 1949 die Betriebsleitung. 1960 wurde die Gesellschaft in Schifffahrtsgesellschaft für den Zugersee AG (SGZ) umbenannt. Unter diesem Namen firmiert sie bis heute.
Die Rigi ist das grösste Schiff der Flotte. Es verfügt über zwei Decks, auf denen bis zu 450 Personen Platz finden können. Das Fahrgastschiff Rigi wurde 2011 zu einem modernen Tagesausflugsschiff umgestaltet.

## Technik
Angetrieben wird die Rigi von zwei MAN D 2866 LXE 40 6-Zylinder-Dieselmotoren mit je 295 kW über je einen Schottel-Ruderpropeller SRP 170. Die Höchstgeschwindigkeit des Schiffes beträgt 28 km/h. Zur Stromversorgung an Bord stehen je ein Iveco mit 60 kVA, 380/220 Volt und ein Iveco 125 kVA, 380/220 Volt zur Verfügung.